# ميخائيل كيد (لاعب كرة قدم)
ميخائيل كيد (بالإنجليزية: Michael Kyd)‏ هو لاعب كرة قدم بريطاني في مركز الهجوم، ولد في 21 مايو 1977 في حي هكني في لندن في المملكة المتحدة. لعب مع كامبريدج يونايتد ونادي إكسبريس.

## وصلات خارجية
- ميخائيل كيد (لاعب كرة قدم) على موقع قاعدة بيانات كرة القدم.إي يو (الإنجليزية)
- ميخائيل كيد (لاعب كرة قدم) على موقع Soccerbase.com (لاعب) (الإنجليزية)